# Regatul Sardiniei
Regatul Sardiniei (mai rar Regatul Piemontului) este un fost stat din Europa, care a existat de la începutul secolului al XIV-lea până la mijlocul secolului al XIX-lea.

## Istorie
Giudicati Sardiniei, care erau teritorii tribale independente conduse de giudici ("judecători"), au ajuns sub controlul schimbător al Genovei sau Pisei, pentru a fi proclamte regat în 1297, când Papa Bonifaciu al VIII-lea a intervenit între Casele de Anjou și Aragon, fondând pe hârtie așa-numitul "regnum Sardiniae et Corsicae", care era un fief papal. Mai apoi, Papa a oferit acest nou-inventat fief catalanului  Jaume al II-lea cel Drept, rege al Coroanei Aragonului, (o confederație a regatelor Aragonului și Valenciei și a ținutului Cataloniei), promițându-i suportul bisericii pentru cucerirea Sardiniei, la schimb cu Sicilia.
În 1323, Jaume a făcut o alianță cu giudicele de Arborea și, după o campanie militară care a durat cam un an, a ocupat teritoriile pisane Cagliari și Gallura, precum și orașul Sassari, revendicând aceste teritorii ca "Regatul Sardiniei și Corsicii". În 1353, Aragonul a declarat război Arboreii, luptând cu giudicessa eroină  Eleanor de Arborea, dar nu a reușit decât în 1410 să distrugă ultimul giudicato autonom.
Regatul Sardiniei și Corsicii și-a menținut caracterul separat ca parte a Coroanei Aragonului și niciodată nu a fost încorporat în Regatul Aragonului. În timpul luptei cu Arborea, Pere al IV-lea al Aragonului a oferit autonomie legislativă Sardiniei, care avea una dintre cele mai avansate tradiții judiciare din Europa acelor vremuri. Regatul a fost guvernat în numele regelui de către un vicerege.
Când, în 1409, Marti cel Tânăr, regele Siciliei și moștenitorul tronului Aragonului, a învins ultimul giudicato Sardinian și a murit de malarie la Cagliari, Sardinia a trecut împreună cu Coroana Aragonului sub suzeranitatea unei Spanii unite. Corsica, care nu a fost niciodată cucerită, a fost scoasă din titlul oficial.
În 1720, Regatul Siciliei a fost dat la schimb pentru cel al Sardiniei, iar membrii Casei de Savoia au căpătat dreptul să se numească regi ai Regatului Sardiniei. Deși numele oficial era Regatul Sardiniei, cea mai mare parte a teritoriile Casei de Savoia se aflau în secolele al XVIII-lea și al XIX-lea în Savoia și Piemont, cu capitala la Torino.
În 1743, regatul a fost unit cu Piemontul sub numele de Regatul Sardiniei. Când în 1796, Napoleon Bonaparte a cucerit regatul împreună cu restul nordului Italiei, regele Carol Emmanuel al IV-lea a fugit în Sardinia.

## Repunerea în drepturi șiRisorgimento

Steagul Regatului Sardiniei din 1848. Steagul era același cu steagul Italiei, având ca stemă blazonul Casei de Savoia

În 1814, regatul a reapărut pe harta politică a Europei, cu un teritoriu lărgit prin adăugarea fostei Republici Genoveze, (acum un ducat), și a fost folosit ca stat tampon între Franța și statele italiene. În secolul al XIX-lea, a fost folosit și numele de Sardinia-Piemont.
Ca o reacție după cucerirea napoleoniană, țara a fost guvernată de monarhi conservatori: Victor Emmanuel I și Carol Felix, care a luptat în fruntea unui contingent propriu în bătălia de la Trocadero și care l-a pus pe reacționarul Ferdinand al VII-lea pe tronul spaniol. În 1831, Carol Felix a fost succedat la tron de conservatorul Carol Albert. Industrializarea Sardiniei a început în 1830. În anul revoluționar 1848, a fost promulgată o constituție, Statuto Albertino, în urma presiunilor liberalilor, aceleași presiuni determinând declarația de război împotriva Austriei. După o serie de succese inițiale, Sardinia a pierdut războiul în cele din urmă.
La fel ca toată Italia, Sardinia a fost tulburată de instabilitatea politică. După un al doilea război scurt și dezastros cu Austria, Carol Albert a abdicat pe 23 martie 1848 în favoarea fiului său Vittorio Emmanuele. În 1850, în fruntea guvernului a fost numit un prim-ministru liberal, Contele Camillo Benso di Cavour, Sardinia devenind forța politică principală a mișcării de unificare a Italiei. Sardinia-Piemontul a luat parte la războiul Crimeii, aliindu-se cu Imperiul Otoman, Franța și Regatul Unit împotriva Imperiului Rus. În 1859, Franța și Sardinia s-au aliat în războiul împotriva Austriei. Napoleon al III-lea nu și-a ținut promisiunea făcută lui Cavour, și anume aceea de a lupta până tot Regatul Lombardia-Veneția avea să fie cucerit. După bătăliile de la Magenta și Solferino, ambele victorii franco-sarde, Napoleon a considerat că războiul este prea costisitor și a făcut o pace separată, prin care numai Lombardia era cedată. Datorită faptului că guvernul austriac nu dorea să cedeze nici un fel de teritoriu Sardiniei, negociatorii au fost de acord să se cedeze Franței Lombardia, care, la rândul ei, să cedeze teritoriul Regatului Sardiniei, pentru a evita astfel o înfrângere considerată stânjenitoare de către austrieci. Pentru că și-a călcat cuvântul dat înainte de începerea războiului, Napoleon al III-lea a permis Sardiniei să păstreze Savoia și Nisa.
Pe 5 martie 1860, Parma, Toscana, Modena și Romagna au votat prin referendum să se alăture Sardiniei. Această unire l-a alarmat pe Napoleon al III-lea, care se temea de creștrea puterii vecinului său sud-estic, insistând ca Sardinia să păstreze noile achiziții numai în condițiile în care ar fi cedat Franței Savoia și Nisa. În urma unui referendum considerat în anumite medii dubios, 90% din populația celor două zone au votat pentru alipirea la Franța. În 1860, Giuseppe Garibaldi a început campania de cucerire a sudului Italiei, în numele Sardiniei. El a învins rapid Regatul celor două Sicilii și s-a îndreptat către Gaeta. Cavour era foarte satisfăcut cu aceste noi cuceriri, dar Garibaldi dorea să cucerească Roma. Garibaldi era însă prea revoluționar pentru rege și primul său ministru. Pe 17 martie 1861, a fost proclamat Regatul Italiei, luând astfel sfârșit existența Regatului Sardiniei. Piemontul a devenit una dintre regiunile cele mai bogate și mai puternice din Italia. Orașul Torino avea să rămână capitala Italiei până în  1865, când Florența avea să fie proclamată noua capitală. Casa de Savoia a condus Italia până în 1946, când a fost proclamată republica.